# سان مارتین د لوس آندز
سان مارتین د لوس آندز (به اسپانیایی: San Martín de los Andes) یک منطقهٔ مسکونی در آرژانتین است که در Lácar Department واقع شده‌است. سان مارتین د لوس آندز ۱۴۰ کیلومتر مربع مساحت و ۲۳٬۵۱۹ نفر جمعیت دارد و ۶۴۰ متر بالاتر از سطح دریا واقع شده‌است.